# Rogério Clementino
Rogério da Silva Clementino (Ivinhema, ) é um cavaleiro brasileiro.
De origem mais humilde que a maioria dos seus parceiros no esporte, nasceu em Ivinhema, mas foi criado em Tacuru. Era professor de equitação do haras do empresário Victor Oliva, em Araçoiaba da Serra, interior de São Paulo. Antes, porém, sua vida era bem diferente em Mato Grosso do Sul; o fraque e a cartola que agora usa nas competições já foram bota e espora. "Eu montava em rodeio, com boi", lembra. Ele diz que começou a montar ao cinco anos, mas o adestramento só veio bem mais tarde.
Tapa-buracos do time dos Jogos Pan-Americanos de 2007 no Rio de Janeiro, do qual só participou após a desistência da amazona Pia Aragão, barrada no exame médico do seu cavalo, Rogério virou titular da equipe faltando dez dias para os jogos, no qual a equipe conseguiu medalha de bronze, e Rogério Clementino ficou na 12ª colocação, com 63,600 pontos, na disputa individual. Ele foi o primeiro brasileiro do adestramento a conseguir vaga para as Olimpíadas de Pequim em 2008. Porém, Clementino não participou de Pequim-2008 porque os juízes vetaram o cavalo, afirmando que ele apresentava uma diferença no trote. Com isso, ele deixou de fazer história como o primeiro cavaleiro negro a representar o Brasil nos Jogos Olímpicos.
Integrou a delegação brasileira que disputou os Jogos Pan-Americanos de 2011 em Guadalajara, no México.O Brasil ficou em 5º lugar por equipe no adestramento, cujo time era formado por Mauro Pereira Junior (com Tulum Comando SN - 68,737%), Luiza Tavares de Almeida (com Pastor - 68,237%), Rogério Silva Clementino (com Sargento do Top - 67,000%) e Leandro Aparecido da Silva (com L'Acteur - 63,895%). Na prova de adestramento individual, Rogério Clementino somou 99.762 pontos e terminou na 12ª colocação.